# Rodolfo Gómez
Rodolfo Gómez Orozco (30 de octubre de 1950 en la Ciudad de México) es un atleta (maratonista) mexicano ya retirado de las pruebas de larga distancia. Representó a México en los años 1970 y 1980. Ganó el Maratón Internacional de Tokio (1981), el Maratón de Oro en Atenas (1982), el Maratón de Róterdam (1982), el Maratón de Oregon (1982), el Maratón de Pittsburgh (1984) y el Maratón de la Ciudad de México (1987).
Gómez se inscribió en la Escuela Militar de Educación Física y participó en el plan de estudios de Especialización en Atletismo enseñada por el Comité Olímpico Internacional. Obtuvo una beca para asistir a la Universidad de Texas en El Paso, Donde obtuvo una Licenciatura en Ciencias Licenciatura en Educación Física con honores.
Gómez representó a México en dos consecutivos Juegos Olímpicos, A partir de 1980. Más tarde se convirtió en un entrenador de atletismo, corredores como entrenador de Andrés Espinosa, Germán Silva, Benjamín Paredes, Adriana Fernández, Isaac García, Martín Pitayo y Isidro Rico.